# Diodora
Diodora is een geslacht van kleine tot middelgrote zeeslakken uit de familie Fissurellidae. Fossielen zijn bekend vanaf het Laat-Krijt.

## Beschrijving
Deze sleutelgathoren heeft een lage, kegelvormige schelp met een ovale omtrek. Vooraan bij de top van de schelp bevindt zich een uitstroomopening, die de vorm heeft van een sleutelgat. De schelpsculptuur bestaat uit regelmatig afwisselende grove en fijne radiaire ribben, doorkruist door groeilijnen. De lengte van de schelp bedraagt ongeveer 8 mm.

## Leefgebied
Zoals alle andere Fissurellidae, zijn Diodora soorten herbivoren, en zitten meestal aan rotsen of algen. Dit geslacht bewoont ondiepe wateren en voedt zich met sponzen en plantaardig afval.

## Soorten
- Diodora aguayoi Pérez Farfante, 1943
- Diodora alta (C. B. Adams, 1852)
- Diodora arcuata (G. B. Sowerby II, 1862)
- Diodora arnoldi McLean, 1966
- Diodora aspera (Rathke, 1833) - Ruwe sleutelgathoren
- Diodora australis (Krauss, 1848)
- Diodora benguelensis (Dunker, 1846)
- Diodora bermudensis (Dall & Bartsch, 1911)
- Diodora bollonsi (W. R. B. Oliver, 1915)
- Diodora calyculata (G. B. Sowerby I, 1823) - Roodgeribde sleutelgathoren
- Diodora canariensis Verstraeten & Nolf, 2007
- Diodora candida (G. B. Sowerby I, 1835)
- Diodora cayenensis (Lamarck, 1822)
- Diodora clathrata (Reeve, 1849)
- Diodora corbicula (Sowerby, 1862)
- Diodora cruciata (Gould, 1846)
- Diodora crucifera (Pilsbry, 1891)
- Diodora delicata (E. A. Smith, 1899)
- Diodora demartiniorum Buzzurro & Russo, 2005
- Diodora digueti (Mabille, 1895)
- Diodora dorsata (Monterosato, 1878)
- Diodora dysoni (Reeve, 1850)
- Diodora edwardsi (Dautzenberg & H. Fischer, 1896)
- Diodora elevata (Dunker, 1846)
- Diodora elizabethae (E. A. Smith, 1901)
- Diodora fargoi Olsson & McGinty, 1958
- Diodora fluviana (Dall, 1889)
- Diodora fontainiana (d'Orbigny, 1841)
- Diodora fragilis Pérez Farfante & Henríquez, 1947
- Diodora funiculata (Reeve, 1850)
- Diodora fuscocrenulata (E. A. Smith, 1906)
- Diodora galeata (Helbling, 1779)
- Diodora gibberula (Lamarck, 1822)
- Diodora graeca (Linnaeus, 1758) - Gewone sleutelgathoren (jonger synoniem: Diodora apertura)
- Diodora granifera (Pease, 1861)
- Diodora harrassowitzi (Ihering, 1927)
- Diodora inaequalis (G. B. Sowerby I, 1835)
- Diodora italica (Defrance, 1820) - Italiaanse sleutelgathoren
- Diodora jaumei Aguayo & Rehder, 1936
- Diodora jukesii (Reeve, 1850)
- Diodora kraussi Herbert & Warén, 1999
- Diodora lentiginosa (Reeve, 1850)
- Diodora levicostata (E. A. Smith, 1914)
- Diodora lima (G. B. Sowerby II, 1862)
- Diodora lincolnensis Cotton, 1930
- Diodora lineata (G. B. Sowerby I, 1835)
- Diodora listeri (d'Orbigny, 1847)
- Diodora menkeana (Dunker, 1846)
- Diodora meta (Ihering, 1927)
- Diodora minuta (Lamarck, 1822)
- Diodora mirifica Métivier, 1972
- Diodora mus (Reeve, 1850)
- Diodora namibiensis Poppe, Tagaro & Sarino, 2011
- Diodora occidua (Cotton, 1930)
- Diodora octagona (Reeve, 1850)
- Diodora panamensis (G. B. Sowerby I, 1835)
- Diodora parviforata (G. B. Sowerby III, 1889)
- Diodora patagonica (d'Orbigny, 1839)
- Diodora philippiana (Dunker, 1846)
- Diodora pica (G. B. Sowerby I, 1835)
- Diodora pileopsoides (Reeve, 1850)
- Diodora procurva Herbert, 1989
- Diodora producta (Monterosato, 1880)
- Diodora punctifissa McLean, 1970
- Diodora pusilla Berry, 1959
- Diodora quadriradiata (Reeve, 1850)
- Diodora ruppellii (G. B. Sowerby I, 1835)
- Diodora sarasuae Espinosa, 1984
- Diodora saturnalis (Carpenter, 1864)
- Diodora sayi (Dall, 1889)
- Diodora sculptilis Rolán & Gori, 2011
- Diodora semilunata Habe, 1953
- Diodora serae Espinosa & Ortea, 2011
- Diodora sieboldii (Reeve, 1850)
- Diodora singaporensis (Reeve, 1850)
- Diodora spreta (E. A. Smith, 1901)
- Diodora subcalyculata (Schepman, 1908)
- Diodora suprapunicea Otuka, 1937
- Diodora tanneri (A. E. Verrill, 1882)
- Diodora ticaonica (Reeve, 1850)
- Diodora variegata (G. B. Sowerby II, 1862)
- Diodora vetula (Woodring, 1928)
- Diodora viridula (Lamarck, 1822)
- Diodora wetmorei Pérez Farfante, 1945
- Diodora yokoyamai Otuka, 1937